# Prochownia

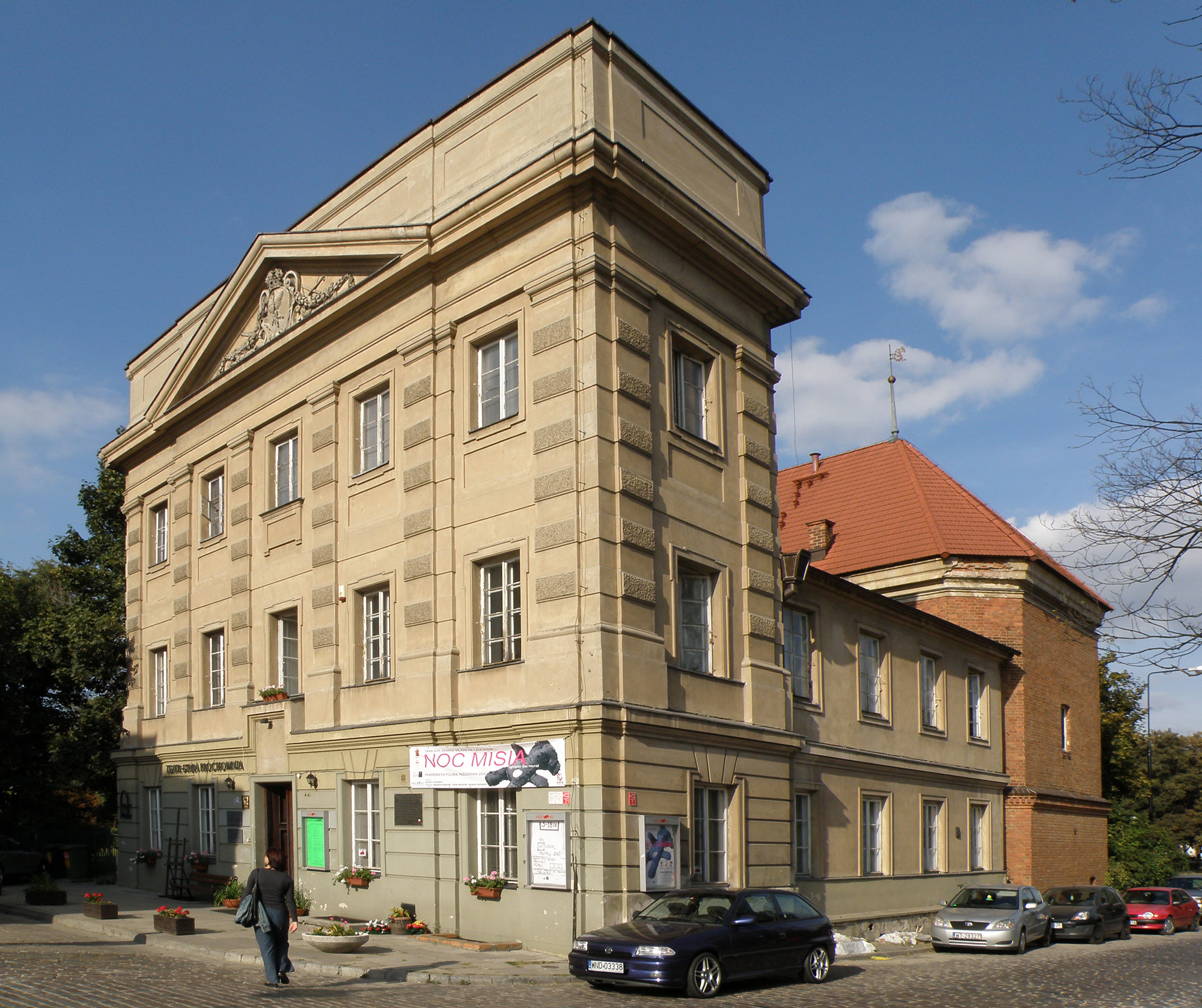
Stara Prochownia w Warszawie

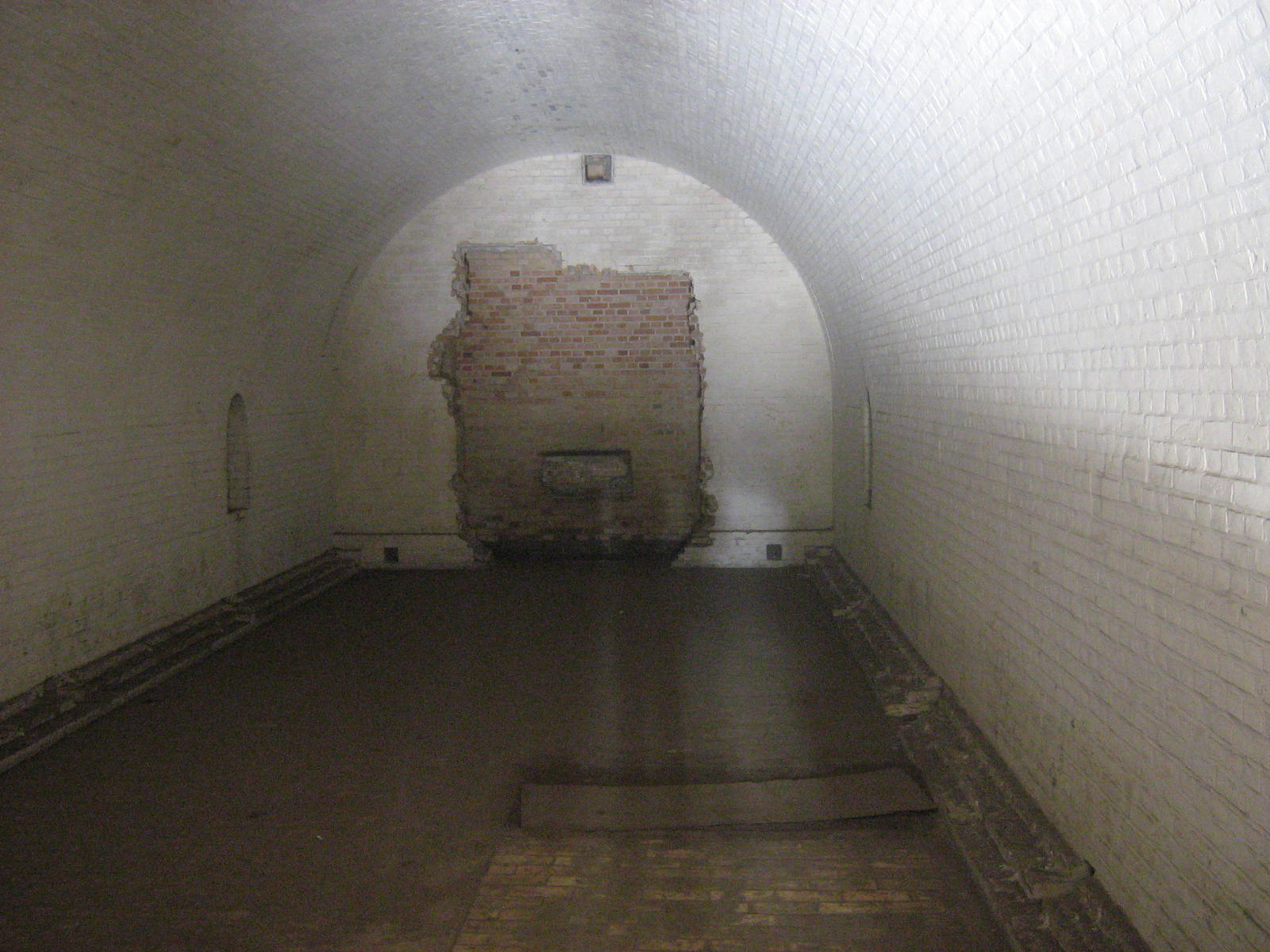
Główna prochownia Fortu Gerharda

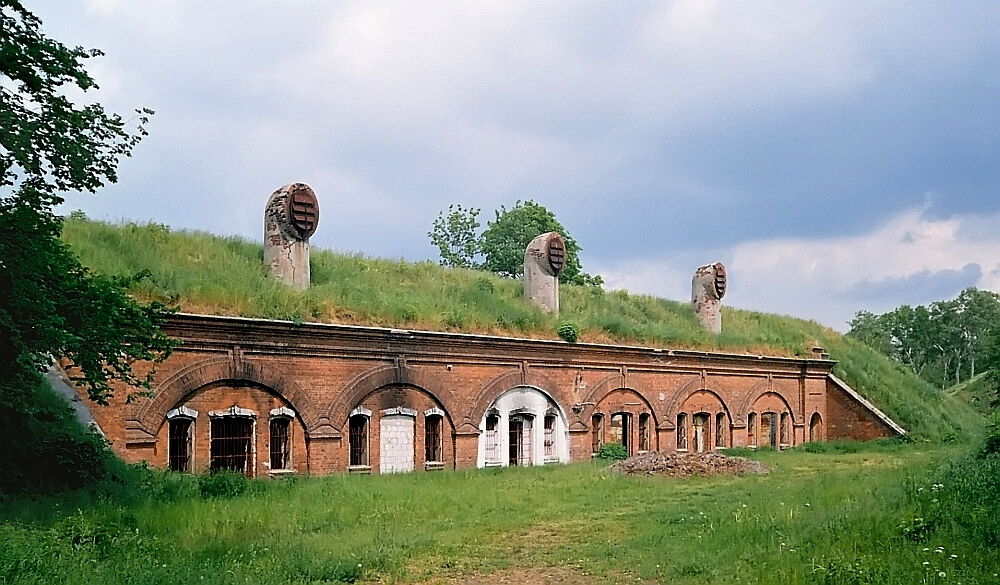
Magazyn amunicyjny w Forcie Bema w Warszawie

Prochownia – młyn ze stępami do robienia prochu (tzw. młyn prochowy) lub magazyn prochu (skład).

## Opis
Nazwę Stara Prochownia nosi w Warszawie murowany budynek w kształcie czworobocznej wieży wzniesiony z przeznaczeniem na Bramę Mostową, mieszczący się u wylotu ulicy Mostowej nad Wisłą i przerobiony do tego celu w latach 1648–1649. Prochownia zajmowała dwie kondygnacje połączone schodami, na piętrach urządzono rusztowania do składania beczek z prochem, do których podnoszenia służyła winda z blokami i liną. Za czasów Augusta III Sasa prochownia została zamieniona na więzienie, a skład prochu przeniesiono z rozkazu Brühla za miasto w okolice Woli (Powązki), młyn prochowy i wytwórnia kul armatnich zostały zaś przeniesione na Młociny (dzisiejsze Łomianki Prochownia).
W większych miastach Polski młyny prochowe pracowały już w XV wieku, natomiast proch wyrabiano zwykle na miejscu w twierdzach i zamkach. Siarka i saletra była najczęściej sprowadzana. Węgiel pochodził ze źródeł lokalnych jako łatwy do otrzymania. Proch w zależności od zastosowania mógł się różnić proporcjami składników.
W miarę rozwoju artylerii prochownie jako miejsca składowania prochu zaczęto coraz częściej umieszczać w różnego typu obiektach fortecznych. Przykładowo, w XIX-wiecznym forcie Gerharda w Świnoujściu główna prochownia funkcjonowała jako prochownia wojenna, którą zapełniano beczkami tylko w przypadku mobilizacji. W sali tej przechowywano do 660 drewnianych beczek z prochem czarnym. Żołnierze pracujący w tym magazynie chodzili w specjalnych drewnianych sabotach lub w filcowych kapciach. Wszystkie narzędzia były wykonane z brązu, gdyż brąz nie krzesze iskier. Personel praktycznie przez cały czas swojej służby w prochowni pracował w niemal całkowitej ciemności.
W przypadku fortyfikacji rosyjskich magazyny prochowe umieszczone były często poza fortami jak w przypadku Twierdzy Modlin czy Twierdzy Warszawa (4 magazyny artyleryjskie w Cytadeli, dwa na Grochowie w pobliżu dzisiejszej ul. Prochowej oraz oddzielnie magazyny na amunicję karabinową - 4 murowane i kilka drewnianych na terenie całej twierdzy).
W końcu XIX wieku magazyny prochowe straciły swoje znaczenie jako magazyny gotowego surowca, albowiem do powszechnego użycia weszła gotowa amunicja i materiały wybuchowe na bazie nitrogliceryny.